# ドタバタ大合戦
『ドタバタ大合戦』（ドタバタだいがっせん）は、1968年10月4日から1969年3月28日まで日本科学技術振興財団テレビ事業本部(東京12チャンネル)（現・テレビ東京）で放送されていたゲームバラエティ番組である。放送時間は毎週金曜 19:00 - 19:30 （日本標準時）。
毎回10人の芸能人たちが「ドタチーム」と「バタチーム」に分かれ、スピーディでユーモラスな珍ゲーム合戦を繰り広げていた。

## 出演者

### 司会
- 小野栄一

### 出場者
- 若水ヤエ子
- リーガル天才・秀才
- コロムビア・トップ・ライト
- 楠トシエ
- 初代林家三平
- 柳家小さん
- 丹下キヨ子
- ほか

## 備考
初回放送当日付の主要新聞各紙の夕刊には、本番組と同じ日にスタートしたゴールデンタイムの番組群（19:30からの『ドーンと一発ぶちかませ』、20:00からの『怪奇劇場』、21:00からの『新・バークレイ牧場』（第1シリーズ））との合同宣伝広告が掲載された。

## 参考資料
- 毎日新聞縮刷版[どれ?]

| 東京12チャンネル 金曜19:00枠                            | 東京12チャンネル 金曜19:00枠                     | 東京12チャンネル 金曜19:00枠 |
| 前番組                                                  | 番組名                                           | 次番組                       |
| ------------------------------------------------------- | ------------------------------------------------ | ---------------------------- |
| ちびっこタイトルマッチ （1968年4月5日 - 1968年9月27日） | ドタバタ大合戦 （1968年10月4日 - 1969年3月28日） | W3 再放送                    |